# Marie Motlová
Marie Motlová, původně Mottlová (1. května 1918 Bor u Tachova – 26. srpna 1985 Praha) byla česká herečka, známá především z filmové trilogie Jaroslava Papouška o rodině Homolkových a ze seriálu Jaroslava Dietla Nemocnice na kraji města.

## Život
Herectví ji lákalo již od dětství, když sledovala ochotnická představení, v nichž hrály její tety. Později zajížděla na představení do profesionálního divadla v Plzni, ale vystudovala zdravotnickou školu a začala pracovat jako zdravotní sestra.
Touha stát se herečkou však zvítězila a za války v Praze studovala na dramatickém oddělení konzervatoře, kterou absolvovala roku 1943. Současně už hrála v málo známém divadélku ve Smetanově muzeu (společně s např. režisérem Antonínem Dvořákem, herci Antonií Hegerlíkovou, Jaromírem Spalem, Josefem Pehrem, Felixem le Breux a dalšími) a v sezóně 1942/1944 v Intimním divadle) v Umělecké besedě. Po okupaci hrála krátce v Divadle revolučních gard, pak přešla do divadla D 34. V letech 1946 – 1948 hrála v Honzlově Studiu Národního divadla a po jeho zrušení Honzlem v roce 1948 byla převedena do souboru činohry Národního divadla. Většinu hereckého života však strávila mimo Prahu, od roku 1953 v oblastním divadle v Mladé Boleslavi a v letech 1956 – 1979 byla členkou Divadla Jaroslava Průchy v Kladně. Externě působila jako rozhlasová hlasatelka. Roku 1979 odešla do důchodu.
S filmem začínala velmi pozdě, povšiml si jí režisér Jaroslav Papoušek, který jí nabídl roli bábinky Homolkové ve filmu Ecce homo Homolka, který měl ještě dvě pokračování. Stala se pak ve filmu představitelkou starších obyčejných žen, poslední roli měla ve filmu Všichni musí být v pyžamu v roce 1984. Televizním divákům zůstává v paměti její kouzelná stará slečna Ema, která posluhuje doktoru Sovovi v podání Ladislava Chudíka.

## Filmografie, výběr

### Film
- Ecce homo Homolka, 1969 – babi Homolková
- Smuteční slavnost, 1969 – Anna Hloubalová
- Hogo fogo Homolka, 1970 – babi Homolková
- Takže ahoj, 1970 – žena v čekárně u veterináře
- Pět mužů a jedno srdce, 1971 – Pešková
- Petrolejové lampy, 1971 – jeptiška
- Homolka a tobolka, 1972 – babi Homolková
- Tři nevinní, 1973 – matka Picová
- Motiv pro vraždu (povídka Rukojmí), 1974 – vrchní sestra
- Televize v Bublicích aneb Bublice v televizi, 1974 – Hančina matka
- Velké trápení, 1974 – Tony
- Dva muži hlásí příchod, 1975 – Hrdličková
- Zrcadlo pro Kristýnu, 1975 – Stehlíková
- Bouřlivé víno, 1976 – Maruštíková
- Dobrý den, město, 1976 – Šimonka
- Konečně si rozumíme, 1976 – Motyčková
- Marečku, podejte mi pero!, 1976 – svačinářka
- Náš dědek Josef, 1976 – Bekišová
- Růžové sny, 1976 – Mucková
- Zítra to roztočíme, drahoušku…!, 1976 – poštovní doručovatelka
- Zlaté rybky, 1977 – Cajthamlová
- Žena za pultem, 1977 – důchodkyně Kubánková
- Všichni proti všem, 1977 – Agáta
- Čekání na déšť, 1978 – žena v samoobsluze
- Sólo pro starou dámu, 1978 – Holíková
- Já už budu hodný, dědečku!, 1979 – sousedka
- Koncert na konci léta, 1979 – bába Heilibergová
- Ja milujem, ty miluješ, 1980 – Sida
- Každému jeho nebe, 1981 – garderobiérka Kopečková
- Evžen mezi námi, 1981 – matka
- Zralé víno, 1981 – Maruštíková
- Únos Moravanky, 1983 – Vosátková
- Všichni musí být v pyžamu, 1984 – penzistka

### Televize
- 1973 Zlatovláska (TV filmová pohádka) – role: služebná
- Bakaláři – První pohled, 1975 – zdravotní sestra
- Kateřina zlé pověsti, 1976 – role neuvedena
- Nemocnice na kraji města (TV seriál), 1977 – Ema
- Ráno budeme moudřejší, 1977 – role neuvedena
- Žena za pultem (TV seriál), 1977 – Kubánková
- Plechová kavalerie (TV seriál), 1979 – Knížková
- 1979 Rovnice o jedné krásné neznámé... (TV hra) – role: babička Lenky Nedělkové
- Doktor z vejminku (TV seriál), 1982 – Harazimová
- Malý pitaval z velkého města (TV seriál, epizoda Kuchařinka), 1982 – sousedka npor. Pekaře
- Bakaláři – Klíče, 1984
- Pusu, pusu, pusu! (TV film), (1985) – vrátná